# Ardisia flaviflora
Ardisia flaviflora là một loài thực vật có hoa trong họ Anh thảo. Loài này được C.Chen & D.Fang mô tả khoa học đầu tiên năm 1993.